# イブン・ファキーフ・ハマダーニー
イブン・ファキーフ・ハマダーニー（ペルシア語: ابن فقیه همدانی）は、9世紀末から10世紀頃のペルシアの文人である。

## 人物・生涯
『キターブ・アフバール・ブルダーン』という地誌（歴史の叙述が多い地理書）の大著がある。
ヒジュラ暦255年（西暦868年／西暦869年）頃ハマダーンに生まれ、330年（西暦941年／西暦942年）あるいは340年（西暦951年／西暦952年）ごろに没した。
全名は、アブー・バクル・シハーブッディーン・アフマド・ブン・ムハンマド・ブン・イスハーク・ブン・イブラーヒーム・アフバーリー・ハマダーニー（波: ابوبکر (یا ابوعبدالله) شهاب‌الدین احمد بن محمد بن اسحاق بن ابراهیم اخباری همدانی）。クンヤはアブー・アブドゥッラーという説もある。

## 著作
- 著作はアラビア語で記した。『キターブ・アフバール・ブルダーン』（『諸国志』、アラビア語: اخبار البلدان、Kitab al-Buldan）は地理書。ヒジュラ暦290年頃に書かれ、ジーハーニー（ペルシア語版）など他の文人の著作からの引用も多い。後世の文人、例えばムカッダスィー（ペルシア語版）やヤアクービーに頻繁に引用された。
- 『ズィクル・シャウラーウル・ムフダシーン・ワル・バラガーウ・ミンフム・ワル・マフフーム』（阿: ذکر الشعراء المحدثین و البلغاء منهم و المفهمین）は同時代の詩人の名を挙げて、その思想を論じる詩論である。